# نيبالغونج
نيبالغونج هي مدينة، في نيبال، تقع في مقاطعة بانكي، بلغ عدد سكانها 72,600  نسمة وذلك حسب إحصائيات سنة 2011.

## المناخ
يظهر الجدول التالي التغييرات المناخية على مدار السنة لنيبالغونج:
| البيانات المناخية لـنيبالغونج                   | البيانات المناخية لـنيبالغونج | البيانات المناخية لـنيبالغونج | البيانات المناخية لـنيبالغونج | البيانات المناخية لـنيبالغونج | البيانات المناخية لـنيبالغونج | البيانات المناخية لـنيبالغونج | البيانات المناخية لـنيبالغونج | البيانات المناخية لـنيبالغونج | البيانات المناخية لـنيبالغونج | البيانات المناخية لـنيبالغونج | البيانات المناخية لـنيبالغونج | البيانات المناخية لـنيبالغونج | البيانات المناخية لـنيبالغونج |
| الشهر                                           | يناير                         | فبراير                        | مارس                          | أبريل                         | مايو                          | يونيو                         | يوليو                         | أغسطس                         | سبتمبر                        | أكتوبر                        | نوفمبر                        | ديسمبر                        | المعدل السنوي                 |
| ----------------------------------------------- | ----------------------------- | ----------------------------- | ----------------------------- | ----------------------------- | ----------------------------- | ----------------------------- | ----------------------------- | ----------------------------- | ----------------------------- | ----------------------------- | ----------------------------- | ----------------------------- | ----------------------------- |
| متوسط درجة الحرارة الكبرى °م (°ف)               | 20.9 (69.6)                   | 25.2 (77.4)                   | 30.9 (87.6)                   | 36.5 (97.7)                   | 37.4 (99.3)                   | 36.5 (97.7)                   | 33.3 (91.9)                   | 33.0 (91.4)                   | 32.5 (90.5)                   | 31.5 (88.7)                   | 28.0 (82.4)                   | 23.4 (74.1)                   | 30.8 (87.4)                   |
| المتوسط اليومي °م (°ف)                          | 14.9 (58.8)                   | 18.4 (65.1)                   | 23.3 (73.9)                   | 28.6 (83.5)                   | 31.0 (87.8)                   | 31.5 (88.7)                   | 29.8 (85.6)                   | 29.7 (85.5)                   | 28.8 (83.8)                   | 26.1 (79.0)                   | 21.6 (70.9)                   | 17.0 (62.6)                   | 25.1 (77.2)                   |
| متوسط درجة الحرارة الصغرى °م (°ف)               | 9.0 (48.2)                    | 11.6 (52.9)                   | 15.8 (60.4)                   | 20.8 (69.4)                   | 24.6 (76.3)                   | 26.4 (79.5)                   | 26.4 (79.5)                   | 26.4 (79.5)                   | 25.1 (77.2)                   | 20.8 (69.4)                   | 15.1 (59.2)                   | 10.5 (50.9)                   | 19.4 (66.9)                   |
| الهطول مم (إنش)                                 | 22.8 (0.90)                   | 24.3 (0.96)                   | 14.9 (0.59)                   | 16.3 (0.64)                   | 71.4 (2.81)                   | 199.4 (7.85)                  | 430.7 (16.96)                 | 353.8 (13.93)                 | 235.2 (9.26)                  | 58.3 (2.30)                   | 5.1 (0.20)                    | 11.7 (0.46)                   | 1٬443٫9 (56.85)               |
| المصدر: Department Of Hydrology and Meteorology |                               |                               |                               |                               |                               |                               |                               |                               |                               |                               |                               |                               |                               |